# Науса (Парос)
 Тази статия е за града на Парос.  За града в Гръцка Македония, чието гръцко име е Науса, вижте Негуш.  
На̀уса (на гръцки: Νάουσα) е пристанищно градче в Гърция на остров Парос, област Южен Егей.

## География
Науса е разположен в северната част на Парос в дъното на голям залив и със своите 2468 жители (по данни от 2011 г.) е вторият по големина град на острова след столицата Парикия (Парос). За разлика от пристанището на Парикия, това на Науса не е задръстено от постоянно пристигащи и заминаващи фериботи. Науса има типичната цикладска архитектура с бели къщи със сини орнаменти и тесни улици.
Науса е побратимен град със своя съименник от Егейска Македония град Негуш, на гръцки Науса.